# Ремонтное вагонное депо Бологое
Ремонтное вагонное депо Бологое (ВЧДР-3 Октябрьской железной дороги) — предприятие железнодорожного транспорта в городе Бологое Тверской области. Структурное подразделение ОАО «Вагонная ремонтная компания-3». Депо расположено на станции Бологое-Московское.
Вагонное депо Бологое ВЧ-3 создано в 1935 году на основании постановления ЦК ВКП(б) и СНК СССР от 3 июля 1933 года «О работе железнодорожного транспорта», в котором было принято решение о разделении службы тяги на два самостоятельных управления — тяги и вагонное. Депо являлось основным предприятием вагонного хозяйства Бологовского узла, обеспечивало ремонт и эксплуатацию грузовых и пассажирских вагонов. С 1936 года вагонное депо входило в состав Бологовского, а с 1996 года, в связи с ликвидацией последнего — в состав Московского отделения Октябрьской железной дороги. В 2005 году из состава депо было выделено эксплуатационное предприятие (ВЧДЭ-4), само депо вошло в состав Октябрьской дирекции по ремонту грузовых вагонов и производило деповский и капитальный ремонт различных видов дорожных и частных грузовых вагонов. В 2006 году депо включено в число базовых предприятий Октябрьской железной дороги. Выпуск вагонов на линию за первые 9 месяцев 2005 года составил 1663 вагона, в том числе, 214 вагонов сторонних собственников, за аналогичный период 2006 года — 1873 вагона, в том числе, 512 вагонов сторонних собственников. В 2011 году, в связи с прекращением деятельности Дирекции, депо вошло в состав Вагонной ремонтной компании-3 (ВРК-3).
В составе депо имеются вагоносборочный, тележечный, колесный, ремонтный и автоконтрольный цеха.